# منطقة بالانجير
بالانجير رمزها «BL» (بالإنجليزية: Balangir)‏ ، هو تقسيم إداري لدولة الهند تتبع ولاية أوريسا (بالإنجليزية: Orissa)‏ ، مركزها هو مدينة بالانجير (بالإنجليزية: Balangir)‏ عدد سكانها حسب تعداد سنة 2001 هو 1,335,760 ، مساحتها 6,552 كم² وكثافة السكان 204 لكل كم² .